# Enicospilus stenopsis
Enicospilus stenopsis là một loài tò vò trong họ Ichneumonidae.